# Black Box Distribution
Black Box Distribution is een bedrijf dat skateboards en skateboardaccessoires produceert en distribueert. Het is eigendom van Jamie Thomas. Het bedrijf heeft drie dochterbedrijven: Zero Skateboards, Fallen Footwear en Mystery Skateboards, waarvan Jamie Thomas dientengevolge eveneens eigenaar is.

## Dochterbedrijven

### Zero Skateboards
Zero Skateboards is een bedrijf dat skateboards en kleding fabriceert. Het staat bekend om de opdrukken met 'Schedels en bloed'.

### Mystery Skateboards
Mystery Skateboards is een bedrijf dat skateboards fabriceert. Het is een zusterbedrijf van Zero en ook hieruit ontstaan. Mystery Skateboards is opgericht om producten met een nieuwe stijl in de markt te zetten.

### Fallen Footwear
Fallen Footwear is een bedrijf dat skateschoenen fabriceert. Het was oorspronkelijk een deel van DC Shoes, tot Jamie Thomas het overkocht. De eerste 3 pro models zijn gebaseerd op eerdere pro models van Jamie bij andere bedrijven: C1RCA en DC, waar hij er twee heeft.